# Сосијете А. Маргерит
Сосијете А. Маргерит (фр. Société A. Marguerite) је била француска компанија за производњу аутомобила.

## Историја компаније
Компанија "Société A. Marguerite" почела је производњу аутомобила негде око 1922. године под руководством браће Александра и Фернана Маргерит. Поред производње аутомобила под својим знаком Маргерит, производили су и шасије за друге произвођаче аутомобила, као и готове аутомобиле неутралног бренда продајући их другима, који су их продавали под својим заштитним знаком. Компанију преузима 1928. године Заморано Бидем и мења име бренда у Морано-Маргерит. Исте године је компанија престала са производњом аутомобила пошто је Заморано изгубио сво своје богатство у казину у Довилу. Компанија је изгубила укупно око 450 возила и шасија.

## Аутомобили
Модели су били мали аутомобили и спортски аутомобили. Аутомобили су имали конвенционалну шасију са мотором постављеним напред и задњом вучом, са моторима других произвођача код свих возила и отворену или затворену каросерију.

### Модели
| Марка и модел            | Година производње | Кратак опис | Бр. произ. јединица | Извор             |
| ------------------------ | ----------------- | --- | ------------------- | ----------------- |
| Маргерит тип A           | око 1922 до 1923  | циклкар са двоцилиндричним мотором произвођача Траен запремине 995 cm³ | 12                  | [ 4 ] [ 5 ] [ 6 ] |
| Маргерит тип B           | око 1923 до 1926  | четвороцилиндрични мотор произвођача Шапи-Дорније запремине 900 cm³ oder 961 cm³ и SV-вентили                                                                                        |                     | [ 5 ] [ 6 ] [ 8 ] |
| Маргерит тип BO          | око 1923 до 1926  | четвороцилиндрични мотор произвођача Шапи-Дорније запремине 1095 cm³, SV-вентили, отворени двосед                                                                                    |                     | [ 6 ]             |
| Маргерит тип BO 2        | 1927 до 1928      | четвороцилиндрични мотор произвођача Шапи-Дорније запремине 1095 cm³ и OHV-вентили, три вентила, дупли карбуратор, спортски ауто са посебно ниском шасијом                           | 23                  | [ 5 ] [ 6 ]       |
| Маргерит тип BO 2        | 1927 до 1928      | четвороцилиндрични мотор произвођача S.C.A.P. запремине 1100 cm³ | 2                   | [ 5 ] [ 6 ]       |
| Маргерит тип BO 5        | око 1923 до 1926  | четвороцилиндрични мотор произвођача Шапи-Дорније запремине 1095 cm³ и OHV-вентили, велики отворени аутомобил                                                                        |                     | [ 5 ] [ 6 ]       |
| Маргерит тип BO 7        | око 1923 до 1926  | четвороцилиндрични мотор произвођача Шапи-Дорније прво запремине 1494 cm³ и OHV-вентили, касније 1095 cm³, са дужиим међуосовинским растојањем, велики отворени аутомобил и лимузина |                     | [ 5 ] [ 6 ] [ 8 ] |
| Маргерит тип ?           |                   | четвороцилиндрични мотор произвођача Руби запремине 1093 cm³ |                     | [ 3 ] [ 4 ]       |
| Морано-Маргерит тип BO 2 | 1928              | четвороцилиндрични мотор произвођача Шапуи-Дорније запремине 1095 cm³ und OHV-вентили, три вентила, дупли карбуратор, спортски ауто са посебно ниском шасијом                        | 5                   | [ 5 ] [ 6 ]       |

## Спорт
На VIII Гранд прију у Болоњу 9. септембра 1928. године учествовао је тркач Морис са аутом Маргерит тип BO 2 и није успео да заврши трку.

## Испорука аутомобила и делова другим произвођачима
За компанију Индуко компанија Маргерит је радила шасије типа BO 5 и BO 7, а за компанију М. С. шасију тип А, тип B и тип BO 5.
Поред шасја фирма Маду је купила пет годових аутомобила тип BO, а Индуко аутомобиле типа B које су продавали под својим брендом.